# Constitución de los Estados Unidos de Venezuela de 1936
La Constitución de Venezuela fue aprobada el 16 de julio de 1936 durante la presidencia de Eleazar López Contreras. Su importancia se centra en ser la primera constitución política del Estado después de la dictadura de Juan Vicente Gómez. Aunque acaba con el carácter personalista de sus predecesoras, en un principio, tenía características más restrictivas que las siete constituciones gomecistas, hasta que el 23 de abril de 1945 el presidente Isaías Medina Angarita impulsó una reforma, profundizando el proceso de democratización que había comenzado en 1936.
El 18 de octubre de 1945  un golpe de Estado planeado por el sector militar y apoyado por Acción Democrática derroca a Medina. La nueva Junta Revolucionaria de Gobierno convoca en 1946 elecciones constituyentes, lo que conduce a la aprobación de la Constitución de 1947, que deroga la de 1936.

## Características
- Los senadores y diputados se eligen por elecciones de segundo grado. Ellos se encargan de elegir al presidente de la República. Con la reforma de 1945 los parlamentarios se eligen de manera directa.
- Se reduce el período presidencial de 7 a 5 años.
- El período parlamentario es de 4 años.
- Hombres mayores de 21 años y alfabetos pueden elegir y ser electos.
- Mujeres pueden participar en las elecciones a Concejos Municipales. Tras la reforma de 1945 se permite el voto universal y secreto a las mujeres.
- Se cambia el nombre de Estado Zamora a Estado Barinas.
- Se prohíben actividades comunistas y anarquistas, pero en la reforma de 1945 se suprime esta disposición.